# آناتولی نین
آناتولی نین (اوکراینی: Санин Анатолий Анатольевич؛ زادهٔ ۱۲ اوت ۱۹۹۰) بازیکن فوتبال اهل اوکراین است.